# Życie jak sen
Życie jak sen (ang. Dream On) – amerykański serial komediowy stworzony przez Martę Kauffman i Davida Crane’a nadawany w latach 1990–1996. Wyprodukowany przez MCA Television Entertainment.
Jego światowa premiera odbyła się 8 lipca 1990 roku na amerykańskim HBO. Ostatni odcinek został wyemitowany 27 marca 1996 roku. W Polsce serial nadawany był dawniej na kanale Polsat i w oknie otwartym Canal+ Polska w pierwszych miesiącach emisji kanału.

## Opis fabuły
Rozwodnik Martin Tupper – redaktor książek, opiekuje się nastoletnim synem. Stara się on znaleźć odpowiednią partnerkę do dalszego życia.

## Obsada
- Brian Benben jako Martin Tupper
- Wendie Malick jako Judith Tupper Stone
- Chris Demetral jako Jeremy Tupper
- Jeff Joseph jako Eddie Charles (I seria)
- Dorien Wilson jako Eddie Charles (II-VI seria)
- Denny Dillon jako Toby Pedalbee
- Michael McKean jako Gibby Fiske (II-VI seria)

## Nagrody

### Emmy
1993
- Emmy – Najlepszy gościnny występ w serialu komediowym – aktor  David Clennon
- Emmy – Najlepsza reżyseria serialu komediowego  Betty Thomas – za odcinek: "For Peter's Sake"

### GLAAD Media
1994
- GLAAD Media – Najlepszy serial komediowy[1]